# Koningin Wilhelmina College
Het Koningin Wilhelmina College (KWC), sinds mei 2024 bekend als Hét KWC, is een christelijke scholengemeenschap voor praktijkonderwijs, vmbo, havo, atheneum, gymnasium en entreprenasium in Culemborg.
De school is een voortzetting van de "Christelijke HBS". Deze middelbare school werd in 1968, bij de invoering van de Mammoetwet, samengevoegd met de "Koningin Juliana MULO" tot wat de school nu is.
De HBS was vanaf 1952 gevestigd in het Elisabeth Weeshuis in de Herenstraat, de MULO in Wilhelminadreef. Naar de toenmalige directeur Dr. P.J. Hoogteijling is inmiddels een straat genoemd in de wijk "Parijsch".
Ook wordt er tweetalig onderwijs geven op deze school. Dit betekent dat de leerlingen meestal in het Engels les krijgen. Onder andere de vakken biologie, geschiedenis, aardrijkskunde, wiskunde, godsdienst, tekenen, techniek, gymnastiek en Engels worden in het Engels gegeven. 

## Bekende oud-leerlingen
- Michelle Velzeboer, shorttrackster[6]
- Xandra Velzeboer, shorttrackster[6]
- Claudia de Breij, cabaretier en presentatrice[7][8]
- Candy Dulfer, saxofoniste
- Jildou van der Bijl, journaliste[9]
- Elise Tamaëla, tennisspeelster
- Hans Kraay jr., presentator en oud-voetballer
- Manon van Rooijen, zwemster
- Pearl Jozefzoon, zangeres
- Patrick Pothuizen, voetballer
- Tirsa With, presentator, stemacteur en programmamaker
- Christien Meindertsma, kunstenaar